# ریلین
ریلین (انگلیسی: Reelin) با نام اختصاری RELN یک گلیکوپروتئین بزرگ شبکه برون‌سلولی است که از طریق کنترل تعاملات سلول-به-سلول، در فرایندهای تنظیم مهاجرت یاخته‌های عصبی در دستگاه عصبی مرکزی جنین و نحوهٔ جایگیری یاخته‌های عصبی در مغز جنین نقش دارد. ریلین علاوه بر این نقش مهم در دوران رشد اولیه، در مغز افراد بالغ نیز به کار خود ادامه می‌دهد. ریلین با افزایش نرخ تحریک و برقراری پتانسیل الکتریکی طولانی‌مدت، انعطاف‌پذیری سیناپسی را تعدیل می‌کند. ریلین همچنین دندریت‌ها و رشد خارهای دندریتی را تحریک، و به‌طور مدام مهاجرت نوروبلاست‌های نوظهور را در جریان فرایند عصب‌سازی بزرگسالان در مکان‌هایی چون نواحی تحت‌بطنی و تحت‌گرانولار تنظیم می‌کند. ریلین علاوه بر مغز، در کبد، غده تیروئید، غده فوق کلیوی، لوله رحم، پستان و در مقادیر اندک در نقاط دیگر بدن یافت می‌شود.
به‌نظر می‌رسد ریلین در بیماری‌زایی چندین عارضهٔ مغزی دخیل باشد. به‌عنوان مثال میزان تولید این گلیکوپروتئین در مبتلایان به اسکیزوفرنی و اختلال دوقطبی به‌شدت کم است، اما علت چنین پدیده‌ای نامشخص است و برخی مطالعات نشان داده‌اند که داروهای روان‌پزشکی تولید آن را زیاد می‌کند. علاوه بر این، فرضیه‌های وَرا ژنتیکی که هدفشان توضیح این تغییر در تولید ریلین بوده، بحث‌انگیز و مناقشه‌آمیز هستند. فقدان کامل ریلین موجب صافی سطح مغز و نوعی «بی‌شکنجی» (Lissencephaly) موسوم به سندرم نورمن-رابرتس می‌گردد. ریلین احتمالاً در بروز بیماری آلزایمر، صرع لوب گیجگاهی و شاید اوتیسم هم نقش داشته باشد.
بیان ژن ریلین در سرطان لوزالمعده کاهش و در سرطان پروستات و تومور شبکیه افزایش می‌یابد. جهش مکرر این ژن در مبتلایان به لوسمی حاد لنفوئیدی مشاهده شده‌است. در سال ۲۰۲۰، مطالعه ای نشان گر ارتباط احتمالی ژن ریلین با بیماری اسپوندیلیت آنکیلوزان در یک خانواده بود. این یافته ها نشان می دهند جهش در ژن ریلین می تواند از طریق مسیرهای التهابی و استخوان سازی در بیماری زایی اسپوندیلیت آنکیلوزان نقش داشته باشد. 
نام ریلین از نحوهٔ تلوتلو خوردن و گام برداشتن غیرطبیعی موش‌های آزمایشگاهی موسوم به reeler گرفته شده‌است که بعدها درموردشان کشف شد که دچار کمبود ریلین در مغز، و برای ژن تولیدکننده آن هموزیگوت هستند.
ریلین از ۳۴۶۱ اسید آمینه با جرم مولکولی تقریبی ۳۸۸ کیلو دالتون تشکیل شده‌است و فعالیت آنزیمی سرین پروتئازی دارد.